# Baden Cooke
Baden Cooke (nascido em 12 de outubro de 1978, em Benalla) é um ex-ciclista australiano, que competiu profissionalmente entre 2000 e 2013.